# Messe Dresden

Logo

Die Messe Dresden ist das Messe- und Ausstellungsgelände in Dresden. Das Messegelände wird durch die im Jahr 2003 gegründete Messe Dresden GmbH betrieben (Eigenschreibweise: MESSE DRESDEN).

## Geschichte

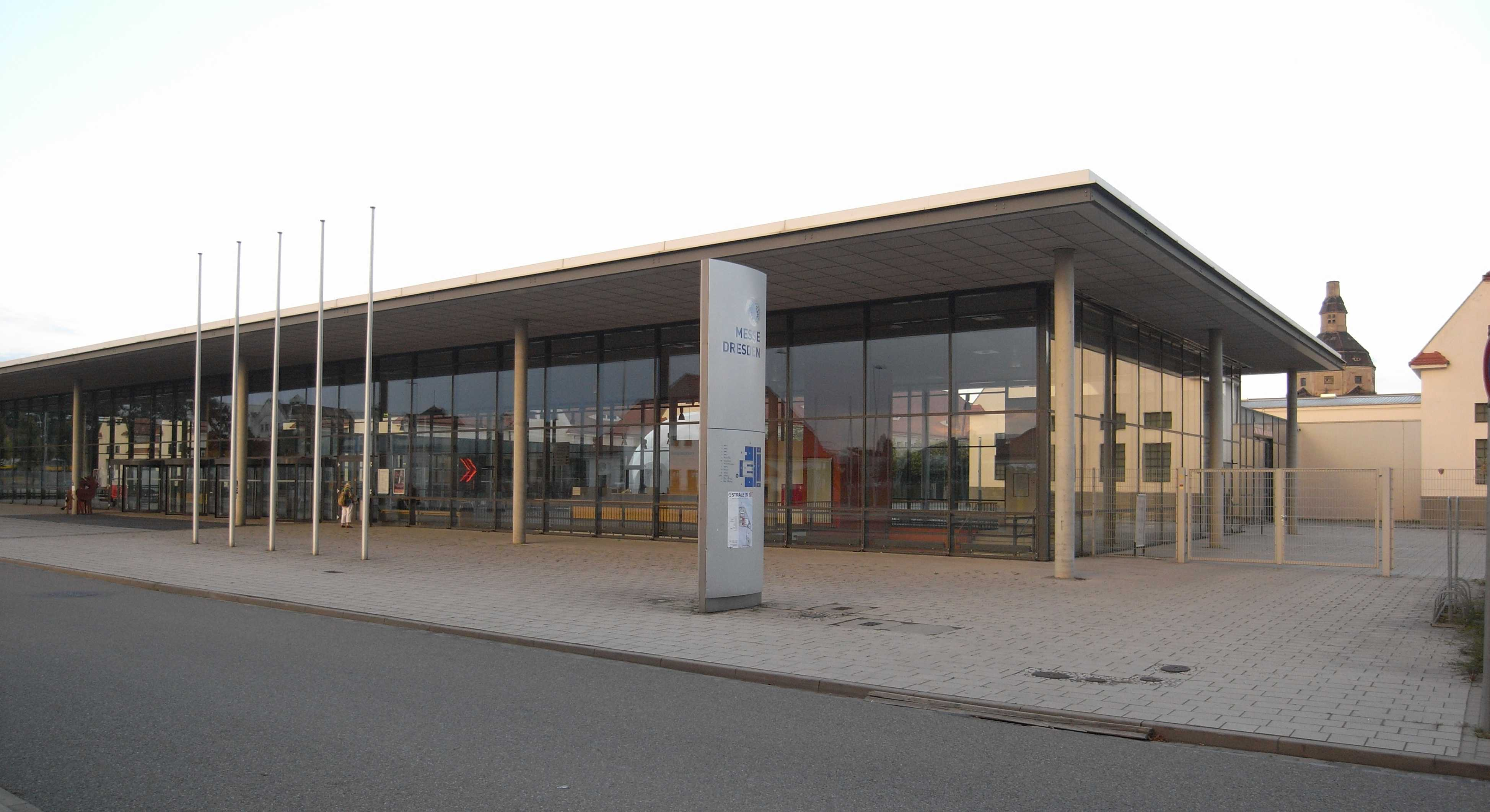
Eingangshalle der Messe Dresden

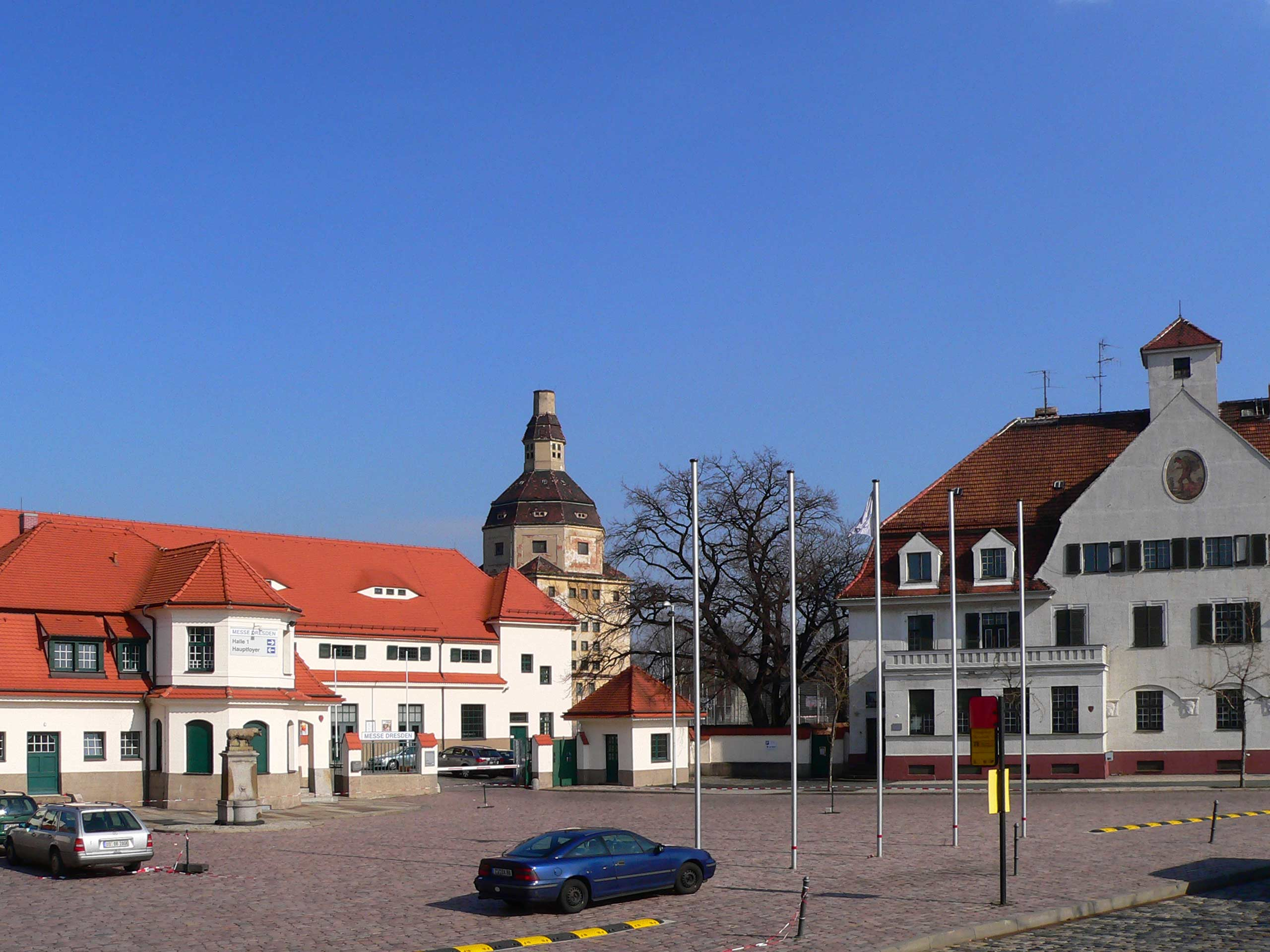
Historische Gebäude des Schlachthofs

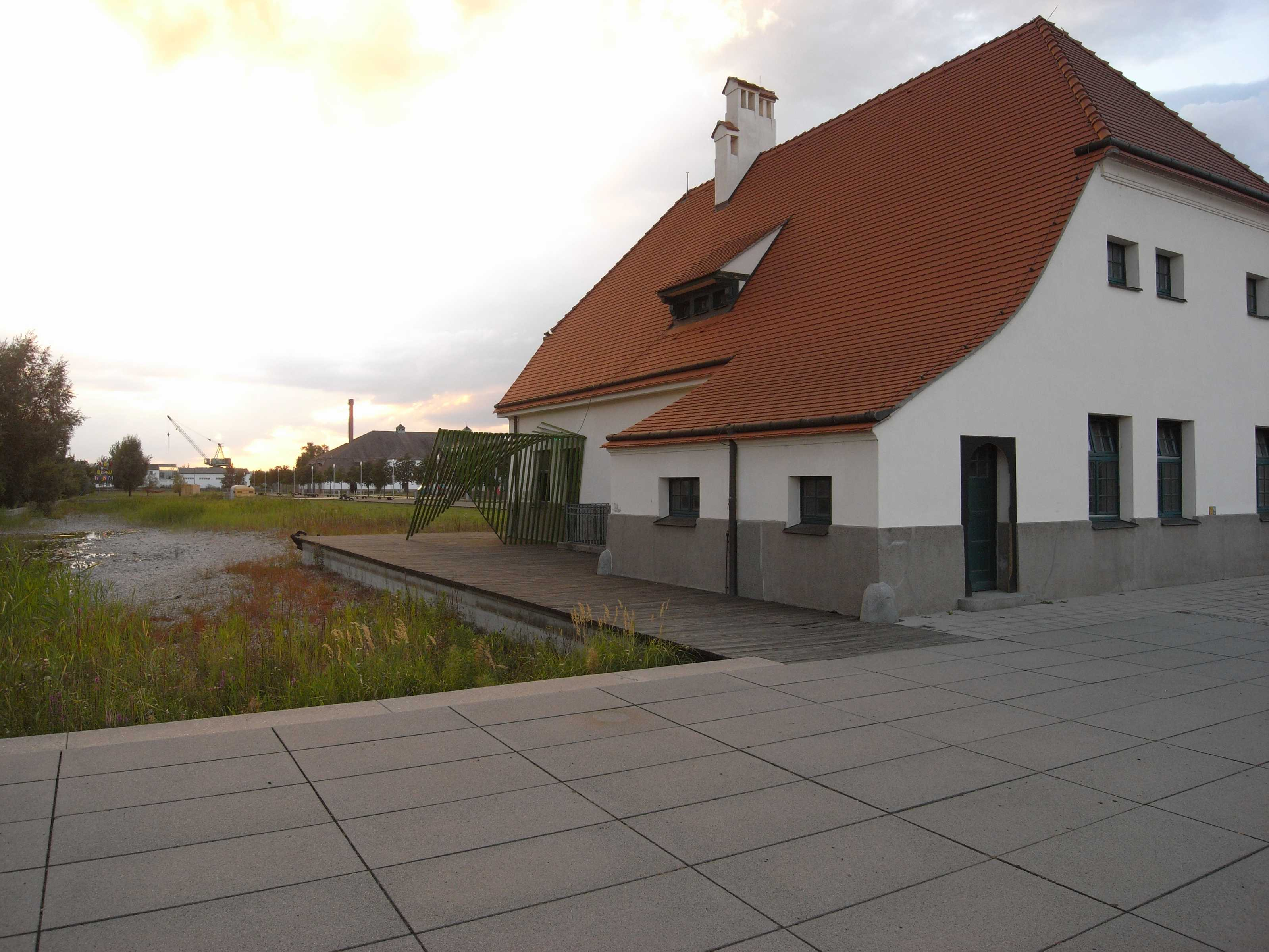
Grünanlagen mit Wasserfläche am Messegelände

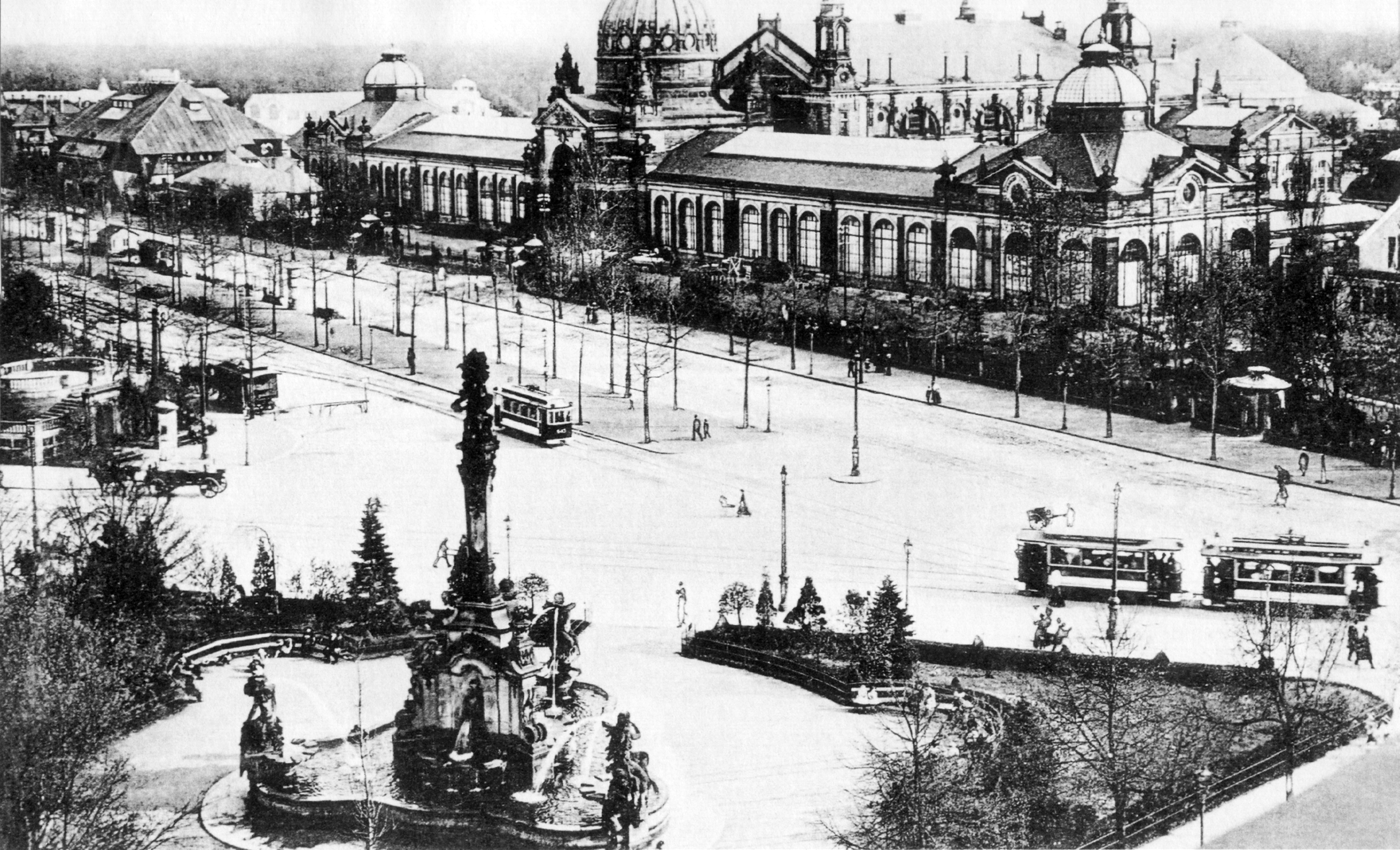
Dresdner Ausstellungspalast um 1910

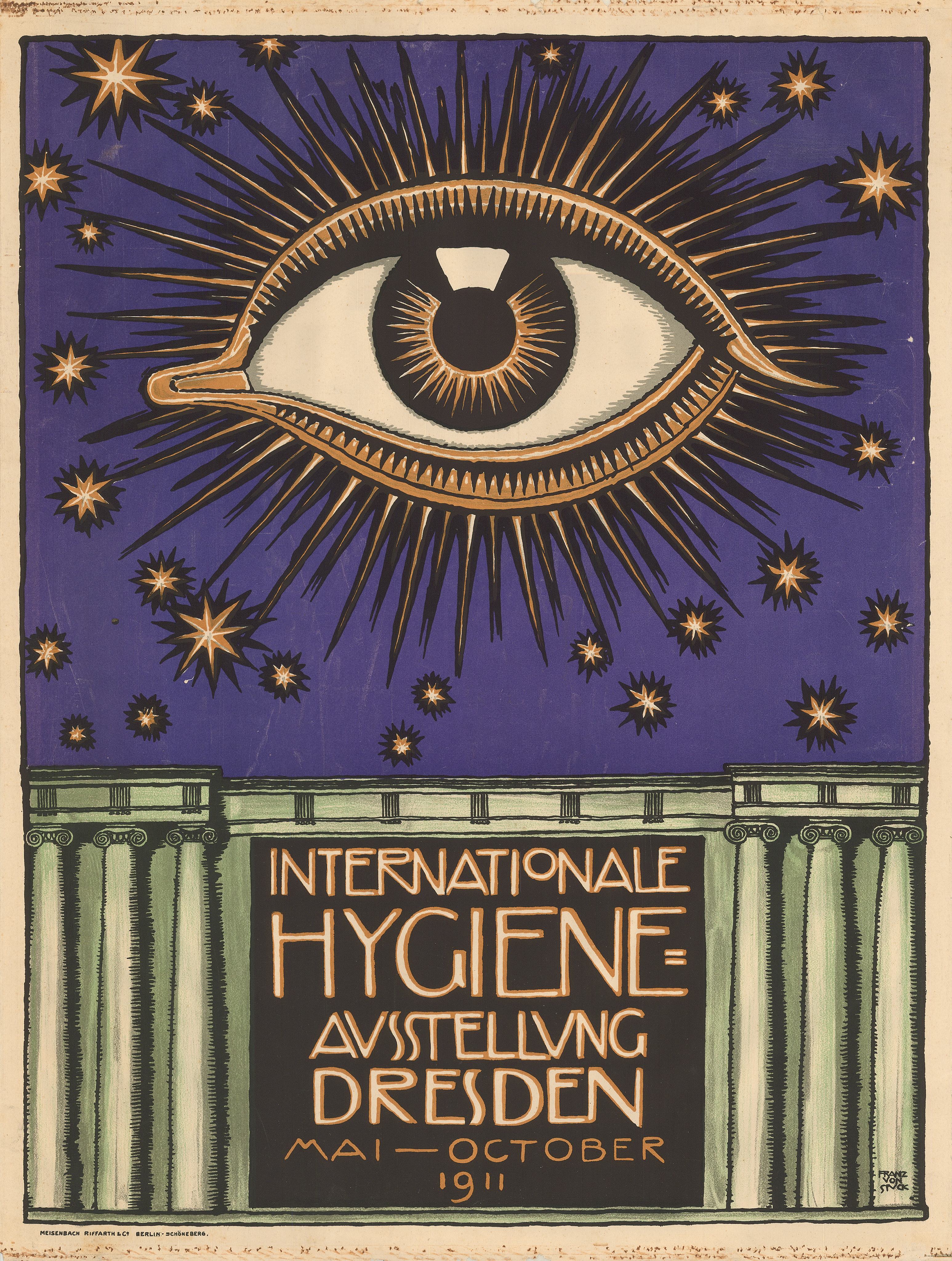
Plakat für die Internationale Hygiene-Ausstellung Dresden 1911 von Franz von Stuck

### Geschichte bis 1990
Das städtische Ausstellungsgelände Dresdens befand sich ursprünglich am Straßburger Platz (früher Stübelplatz beziehungsweise Fučikplatz benannt), am nordwestlichen Rand des Großen Gartens gelegen. In angrenzenden Parkbereichen fand 1887 die 1. Internationale Gartenbauausstellung (IGA) statt. 1896 wurde anlässlich der 2. IGA der Ausstellungspalast errichtet, der bis zu seiner Zerstörung im Zweiten Weltkrieg dem Gelände ein Gesicht gab.
Bedeutende Ausstellungen, etwa die Deutsche Bauausstellung 1900, die Deutsche Städteausstellung 1903 sowie die beiden internationalen Hygiene-Ausstellungen 1911 und 1930, waren hier beheimatet. Ab 1922 erreichten die Dresdner Jahresschauen mit wechselnden Motiven die Aufmerksamkeit der Besucher. Von 1928 bis 1938 bereicherte das Kugelhaus mit seiner für den Zeitgenossen ausgefallenen Architektur das Ausstellungsgelände.
In der Nachkriegszeit fanden Ausstellungen provisorisch in der Stadthalle am Olbrichtplatz (früher Nordplatz beziehungsweise Dr.-Kurt-Fischer-Platz) statt. Im Jahr 1969 wurde das Ausstellungszentrum Fučíkplatz mit seinen neu gebauten Messehallen auf dem im Krieg zerstörten Gebiet am heutigen Straßburger Platz in Betrieb genommen.

### Verlagerung in das Ostragehege
Wegen der Umgestaltung der Verkehrsführung, der Unverträglichkeit (unter anderem verkehrliche Belange) des Ausstellungsstandortes an dieser Stelle und im Zusammenhang mit dem Vorhaben Gläserne Manufaktur der Volkswagen AG am Straßburger Platz musste das Betriebsgelände der Dresdner Ausstellungsgesellschaft mbH aufgegeben werden. Unabhängig davon war in einer Standortanalyse aus den Jahren 1991 bis 1992 eine städtische Neuinvestition für Messe- und Ausstellungszwecke am Straßburger Platz untersucht worden.
Die Nutzungsverlagerung wurde in einem größeren Gesamtrahmen geplant, weil aus städtebaulicher Sicht eine Neugestaltung des Areals vom ehemaligen und zunehmend verfallenden denkmalgeschützten Städtischen Vieh- und Schlachthof im Großen Ostragehege erforderlich war. Zu diesem Zweck schlug Dresden dieses Areal für eine Internationale Gartenbauausstellung (IGA 2003) vor, was auf einem Stadtverordnetenbeschluss vom April 1993 beruhte. Parallel gründete sich ein Verein, der sich die öffentliche Erörterung einer neuen Gestaltung im Großen Ostragehege zu Ziel setzte. Er widmete sich besonders der Idee eines Kongress- und Ausstellungszentrums und dem Bewusstsein für den stadtzentralen Landschaftsraum als ideellen Wert in einer Großstadt.
In der Vorbereitung auf das IGA-Vorhaben wurde von der Stadt Dresden ein internationaler städtebaulich-landschaftspflegerischer Ideenwettbewerb ausgelobt. Er sah die landschaftliche Neugestaltung der Gewerbebrache auf der sogenannten Schlachthofinsel unter Berücksichtigung eines neuen Messe- und Ausstellungsgeländes vor und wurde im Jahr 1995 unter Leitung von Roland Ostertag durchgeführt. Die Wettbewerbsergebnisse flossen in die städtischen Planungen ein und wurden schließlich mit dem Bebauungsplan Nr. 78 Dresden-Friedrichstadt Nr. 3, Schlachthofinsel vom Stadtrat Dresden 1998 beschlossen.
Eine Bewerbung der Stadt Dresden für die Internationale Gartenbauausstellung 2003 geschah allerdings auf Weisung des damaligen Oberbürgermeisters Herbert Wagner nicht, ihm erschienen die Kosten als zu hoch und letztlich nicht überschaubar; sie fand letztlich in Rostock statt.

### Projekt „Neue Messe Dresden“ auf dem Schlachthofareal
Der Dresdner Vieh- und Schlachthof wurde von Stadtbaurat Hans Erlwein nach fünfjähriger Bauzeit am 19. August 1910 eingeweiht und ersetzte den inzwischen völlig überlasteten und hygienisch nicht mehr tragbaren Alten Schlachthof an der Leipziger Straße. Er wurde in Form einer Siedlung errichtet, die von einer Ringstraße umfasst war. Die nötigen Gebäude wurden im Heimatschutzstil erbaut; „die im einzelnen recht abwechslungsreich und aufwendig gestalteten Gebäude können als Beispiel der sog. Heimatschutz-Architektur gelten“. Der städteplanerische Höhepunkt der „kleinen Stadt“ bildet ein Platz, der von repräsentativen Gebäuden, wie Hotel mit Gastwirtschaft, Pförtnerhaus und Verwaltungsgebäude umgeben ist.
Der Schlachthof wurde durch die Treuhand übernommen und ein Verkauf an ein Privatunternehmen mit einem Schlachthofneubau in Naunhof bei Großenhain verbunden (Löblein-Unternehmensgruppe, ging 2002 in Insolvenz). Das Schlachthofareal verfiel nach 1995 zunehmend; es wurde praktisch leergezogen an die Stadt Dresden als Eigentümer zurückübertragen.
Im Zusammenhang mit der Entscheidung der Volkswagen AG, in Dresden eine „Gläserne Manufaktur“ errichten zu wollen und sich für das Areal am Straßburger Platz entschied (andere Möglichkeiten hatte Volkswagen ausgeschlagen), wurde gleichzeitig entschieden, bedingt aus dem daraus resultierenden Ende der Ausstellungs- und Messetätigkeit auf diesem Platz, das Schlachthofareal als „Neue Messe Dresden“ zu entwickeln. Auch dieser zeitliche Druck führte dazu, den o. g. Bebauungsplan noch im April 1998 zu beschließen.
Im Juni 1998 erwarb die HVB Projekt aus München das Gelände und im Dezember desselben Jahres genehmigte die Stadt Dresden den Baubeginn der Neuen Messe. Die „Neue Messe Dresden“ wurde 1999 eher provisorisch am 17. September 1999 eröffnet. In den Folgejahren wurden die Hallen weiter saniert und ausgebaut; der Name „Neue Messe Dresden“ wurde seit 1999 sukzessive durch „Messe Dresden“ ersetzt, da es historisch nie ein Messeareal in Dresden gab.

## Messeareal

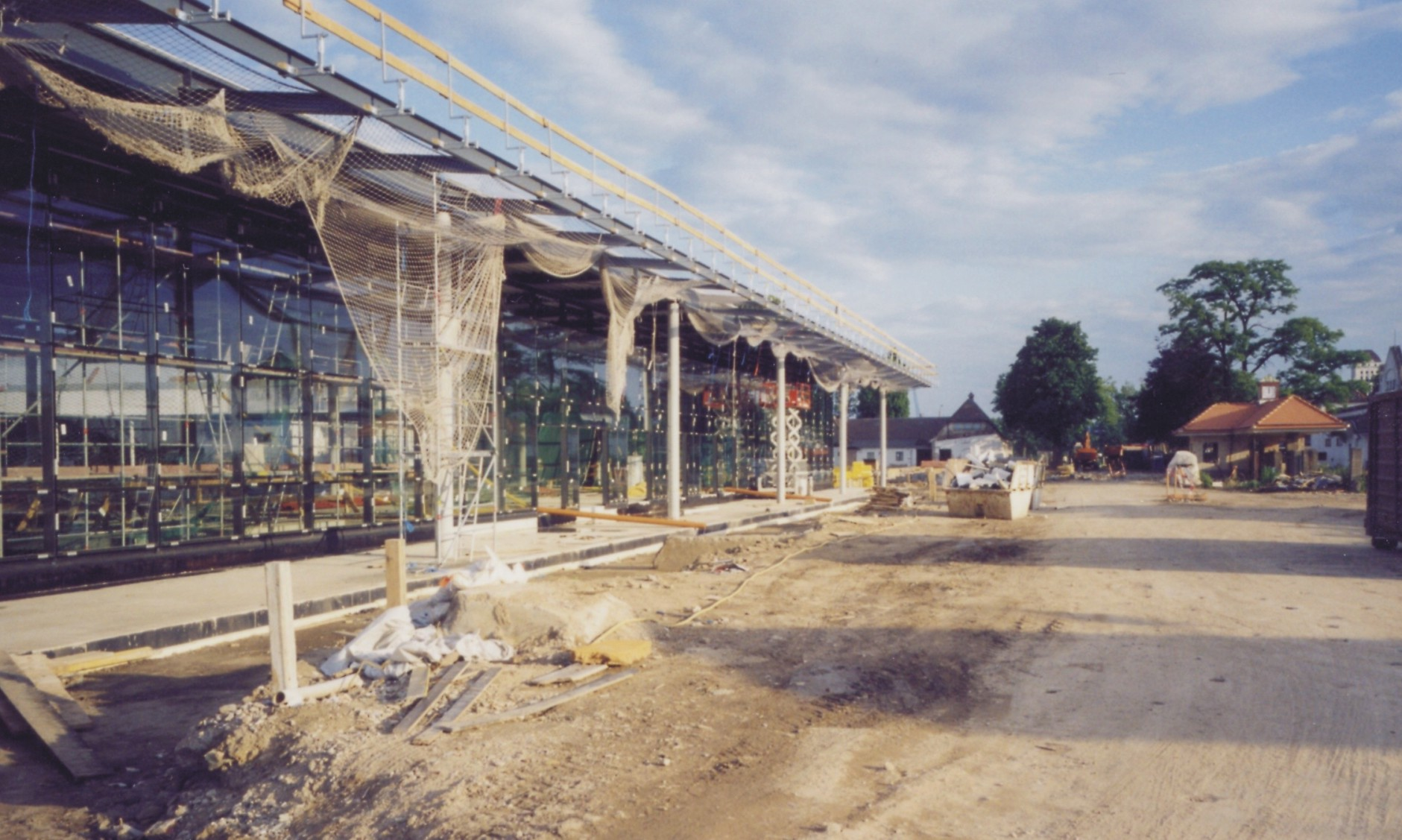
Bau des modernen Eingangsbereichs im neuen Messeareal von Dresden (2000)

### Beschreibung
Das Messegelände befindet sich nah am Stadtzentrum im Stadtteil Friedrichstadt und ist 53.600 Quadratmeter groß. Es verfügt über etwa 23.000 Quadratmeter Hallenfläche, verteilt auf vier Ausstellungshallen, und eine Freifläche von 13.500 Quadratmeter.
Des Weiteren umfasst es zwei Lagerhallen, mehrere Parkplatzflächen und einen Grünbereich mit Teichbiotop: Ein biomorph angelegter See bildet den westlichen Ausklang vom Gebäudekomplex der neuen Messe. Das frühere Häuschen mit Bedürfnisanstalt steht saniert in der Mittelinsel unweit des Haupteingangs.
Die von der Messe Dresden genutzten Gebäude sind die verbliebenen ehemaligen Produktionshallen des früheren Städtischen Vieh- und Schlachthofes und eine neu errichtete Eingangshalle aus einer Stahl-Glas-Konstruktion. Einige unwesentliche Gebäude wurden bei Bauarbeiten abgerissen. Zum Betriebsgelände gehören folgende Struktureinheiten: Halle 1, Halle 2, Halle 3, Halle 4 (drei Altbauhallen wurden mit zwei Verbindungsbauten verknüpft), Messefoyer (Neubau), Erlweinsaal, Tagungsetage, Gastronomiebereich, ein Pavillon und Glaswandelgang (Neubau).

### Foyergebäude
Ein zentrales neues Eingangs- bzw. Foyergebäude mit transparenter Glasfassade und offenliegender Stahlskelettkonstruktion wurde von den KMSP Architekten Walter Kaplan, Christian Matzke, Klausjürgen Schüler an den historischen Gebäudekomplex angebaut. Dieses ist ein niedriger Flachbau auf rechteckigem Grundriss. Ein überragendes Dach wird von schlanken Betonsäulen getragen. Das Foyer ist im Innern eine lichtdurchflutete helle Glashalle und zeigt eine „klare Funktionalität“ und ist trotzdem „ein schlichter Kubus in Stahl und Glas.“
Ein verglaster Verbindungsgang verbindet es mit drei Messehallen des umgebauten früheren Schlachthof-Areals, wobei „zur Mitte hin … die Wände der Flügel mit großflächigen Fenstern geöffnet“ wurden. Dort befindet sich ein Bistro mit Außenterrasse, welche für Open-air-Veranstaltungen genutzt wird. Im hinteren Teil befindet sich die Halle 1 als völlig neuer und rein funktionaler Zweckbau, der mit 7.200 m² die größte Halle bildet, gefolgt von Halle 4 mit 4.600 m² und Halle 2 mit 3.600 m². Die kleinste Halle ist Halle 3 mit 3.000 m². Der Erlweinsaal bietet 250 Personen Platz. 3 Tagungsräume und Parkplätze stehen zur Verfügung.
Die Kosten betrugen für diesen ersten Abschnitt der vollen Funktionalität der Messe selbst 65 Millionen Mark.

### Verkehrsanbindung
Der Vorplatz zur zentralen Eingangshalle verfügte zunächst über eine Haltestellenanbindung der Dresdner Verkehrsbetriebe für den Busbetrieb, der mit Eröffnung des neuen Foyergebäudes an die Westseite verlegt wurde.
Im Vorfeld des 33. Deutschen Evangelischen Kirchentages 2011 wurde mit der Entscheidung, dieses Großereignis in der Messe Dresden stattfinden zu lassen, die Straßenbahnverbindung zum Schlachthof, eine früher bestehende Strecke, neu gebaut.
Im Umfeld der Messe Dresden entstanden drei Straßenbahnhaltestellen: Messering (Halle 1), Messe Dresden und Messe, Gleisschleife. Alle Haltestellen werden von der Linie 10 bedient. Zu größeren Veranstaltungen in der Messe Dresden verkehrt zusätzlich die Bedarfslinie Linie 20.

## Weitere Entwicklung des Messeareals
Im Jahr 2010 wurde mit dem Umbau des Röschenhofes zu einem BÖRSE DRESDEN genannten Tagungs- und Kongresszentrum begonnen und im Mai 2011 fertiggestellt. Somit können in der Messe Dresden zusammen mit der BÖRSE DRESDEN nun Kongresse mit bis zu 10.000 Teilnehmern stattfinden.
Zwischen Sommer 2010 und 2012 wurde die Messehalle 1, die größte Veranstaltungshalle in Dresden, umgebaut, damit sie nicht nur Messen, Kongressen und Rockkonzerten, sondern auch der Unterhaltungs- und klassischen Musik eine Plattform bieten kann. Der bekannte Keller „Schlachthof 5“, der sich unter dem Foyer der Messehalle 1 befindet, wurde in den Umbau ebenfalls einbezogen.
Zum Jahresbeginn 2013 beauftragte die Stadt Dresden die Messe mit dem Betrieb der stadteigenen Veranstaltungsstätte Schloss Albrechtsberg. Die Stadt sagte in diesem Zusammenhang die Übernahme eines jährlichen Betriebsverlust von bis zu 500.000 Euro zu. Von 2013 an fanden wegen der vorübergehenden Schließung des Kulturpalasts zwecks Renovierung verstärkt kulturelle Veranstaltungen auf dem Messegelände statt.

## Messe Dresden GmbH
Die Messe Dresden GmbH befindet sich zu 100 % im Besitz der Landeshauptstadt Dresden. Im Jahr 2012 besuchten 469.000 Besucher 313 Veranstaltungen. Bei einem Umsatz von etwas mehr als fünf Millionen Euro konnte die Messe im Kerngeschäft einen Gewinn ausweisen. Darüber hinaus waren städtische Zuschüsse in Höhe von 1,8 Millionen Euro für Zinsen und Tilgung für den Bau der Messehalle nötig.

## Veranstaltungen
In der Messe Dresden werden unter anderem Fachmessen, Publikumsmessen, Konzerte und Kongresse veranstaltet. Zu den Veranstaltungen, die hier stattfinden oder stattgefunden haben, gehören:
Fachmessen
- Pieta – Bestattungsbedarf & Friedhofstechnik
- SEMICON Europa – Europäische Leitmesse der Halbleiterindustrie
- ISH-Nachlese Dresden
- Plastic Electronics Conference & Exhibition
- SACHSENBACK
- Silicon Saxony Day
- Verpackung Ost
- comtec/IFM/crossmedia später: Faszination Technologie
- Florian/aescutec
- 21. European Photovoltaic Solar Energy Conference & Exhibition
- Werkstoffwoche
- Germany Travel Mart

Publikumsmessen
- KarriereStart (seit 1999), Job-Messe, jährlich 3 Tage im Januar; 2025: 40.000 Besucher (Rekord), 568 Aussteller auf 20.000 Quadratmetern; bisher insgesamt ca. 625.000 Besucher
- HAUS, größte Baumesse Ostdeutschlands, seit 1991, vier Tage im März, 400 Aussteller, jährlich 20.000 Besucher
- Dresdner Ostern
- Internationale Orchideenwelt
- bike+outdoor
- room+style
- aktiv+vital
- Spielraum
- AREB
- Forst & Holz
- Jagen Fischen Reiten
- Kulinaria & Vinum
- auto mobil Dresden
- Hochzeit-Feste-Feiern Dresden
- My Music
- SachsenKrad
- Dresdner ReiseMarkt
- Baby plus
- Heimtier Messe
- Internationale Rassehunde-Ausstellung
- Sax-Immobilia & Eigenheim
- Dresdner Herbst Messe
- XS-Car Night
- Floristica
- Abenteuer Offroad
- Tattoo Convention
- DeDeCo
- JAwort - Die Hochzeitsmesse
- FLORIAN (Messe für Feuerwehr, Rettungswesen, Brand- und Katastrophenschutz)